# Laagland (Noardeast-Fryslân)
Laagland (Fries: Leechlân) is een buurtschap in de gemeente Noardeast-Fryslân, in de Nederlandse provincie Friesland. Laagland ligt tussen Kollum en Buitenpost. De bebouwing van de buurtschap is gelegen in het coulisselandschap, waarin ook de streek It Paradyske ligt. De buurtschap bestaat uit een achttal huizen aan een semi-doodlopende weg, Paradyske. Langs de buurtschap stroomt de Zwaddesloot. Iets ten zuidoosten van de buurtschap stonden vroeger nog drie huizen rond de Zwaddesloot, waarvan het laatste huis in de jaren 1970 werd afgebroken.
De naam van Laagland komt van de laaggelegen polder tussen Buitenpost en Kollum. De weg Paradyske heette eerst Leechlân, daarvoor Laagland.
In 2013 kreeg de buurtschap voor het eerst een plaatsnaambord, waarop de Friestalige naam Leechlân vermeld staat.

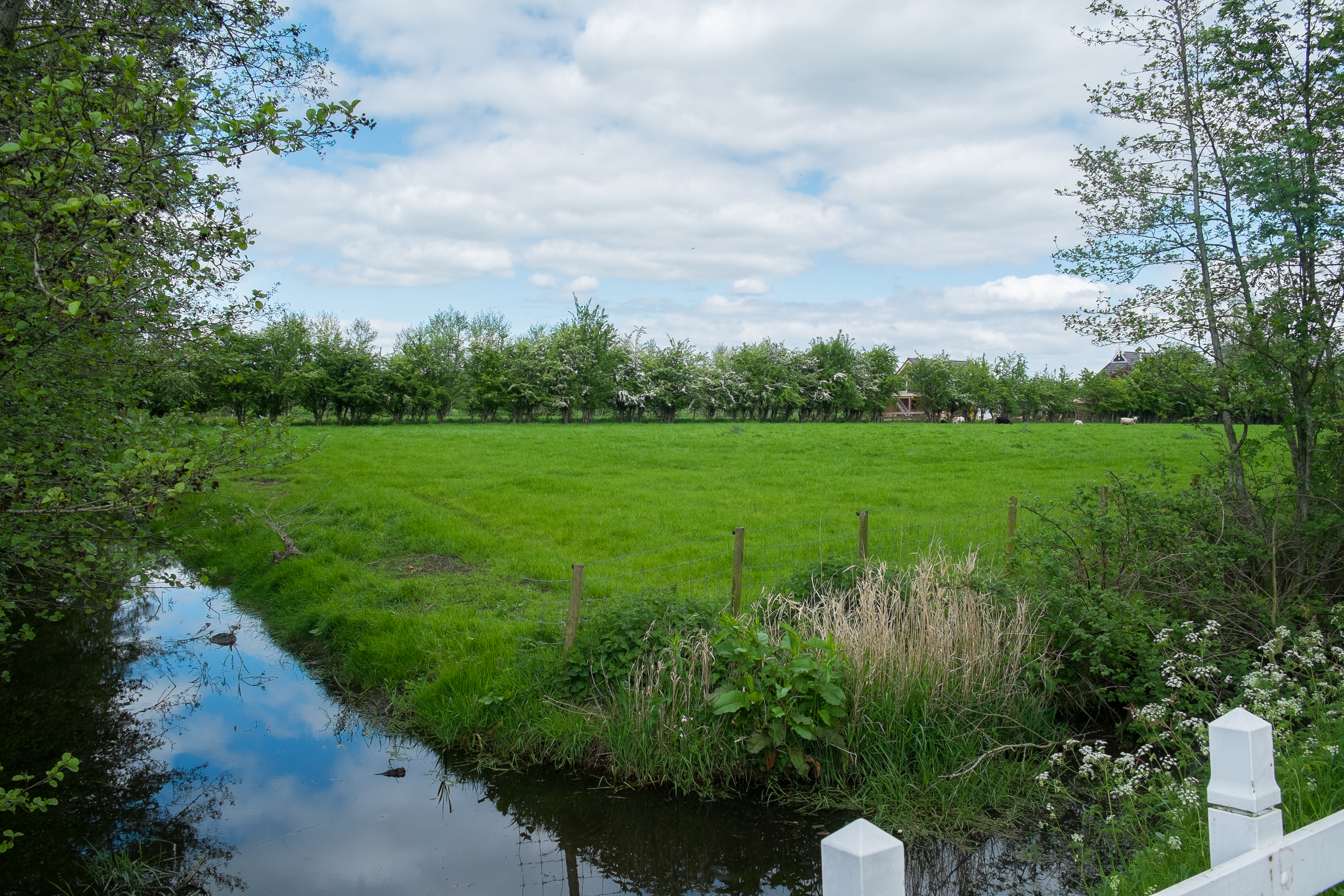
Zwaddesloot ten zuiden van Laagland (vanaf Swaddepaed)

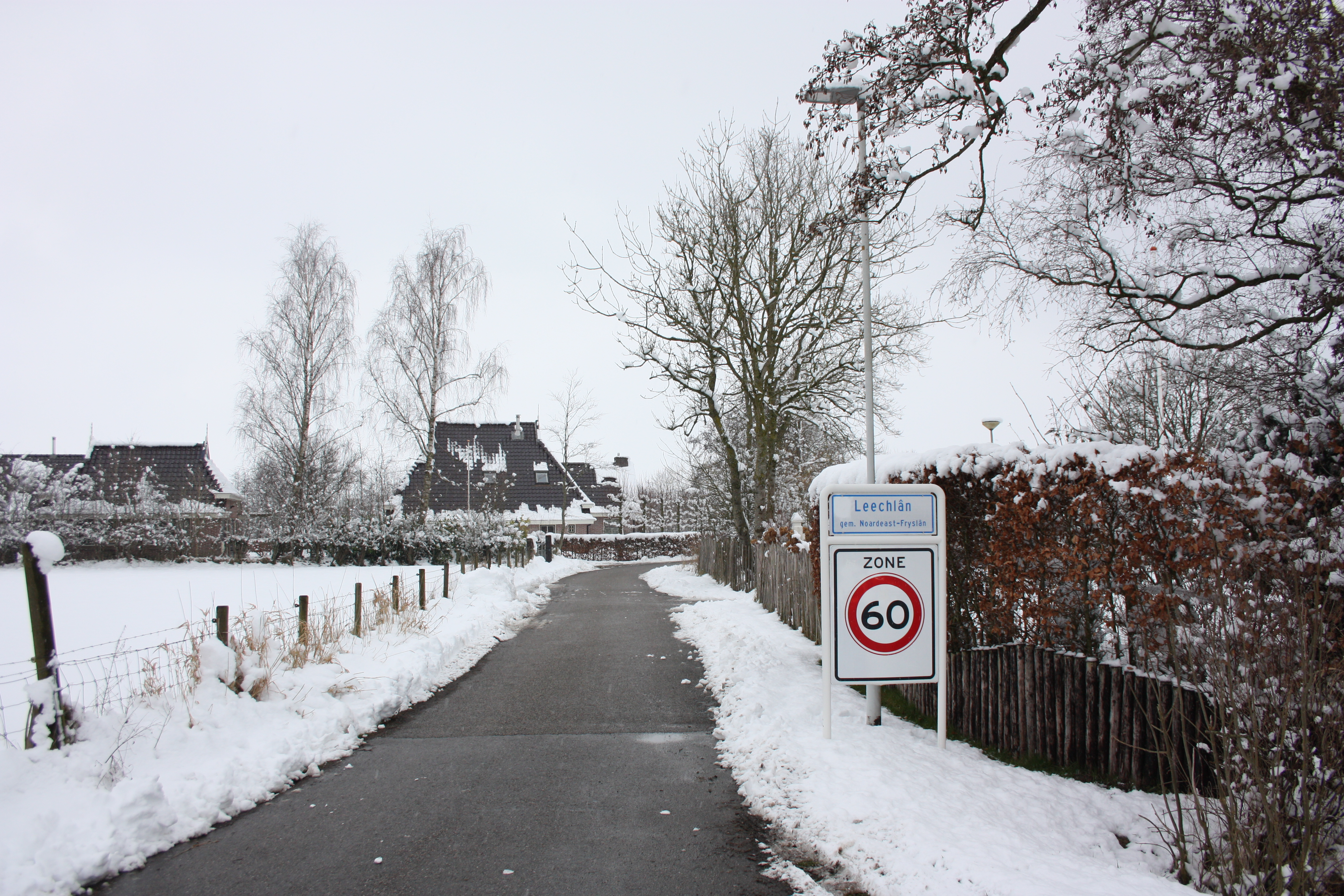
De buurtschap in de sneeuw

Steden, dorpen en gehuchten: Aalsum · Anjum · Augsbuurt · Birdaard · Blija · Bornwird · Brantgum · Burum · Dokkum · Ee · Engwierum · Ferwerd · Foudgum · Genum · Hallum · Hantum · Hantumeruitburen · Hantumhuizen · Hiaure · Hogebeintum · Holwerd · Janum · Jislum · Jouswier · Kollum · Kollumerpomp · Kollumerzwaag · Lichtaard · Lioessens · Marrum · Metslawier · Munnekezijl · Moddergat · Morra · Nes · Niawier · Oosternijkerk · Oostmahorn · Oostrum · Oudwoude · Paesens · Raard · Reitsum · Ternaard · Triemen · Veenklooster · Waaxens · Wanswerd · Warfstermolen · Westergeest · Wetsens · Wierum · Zwagerbosch

Buurtschappen: Abbewier · Bartlehiem (deels) · Beintemahuis · Betterwird · Bollingawier · Bonte Hond · Bornwirdhuizen · Boteburen · Brandeburen · De Dellen · De Keegen · De Kolk · De Leegte · De Rijp · De Wirden · De Schans · Dijkshorne · Dokkumer Nieuwe Zijlen · Drieboerehuizen · Ezumazijl · Groot Medhuizen · Halfweg · Hallumerhoek · Hanenburg · Hantumerhoek · Huis ter Noord · Kettingwier · Klein Medhuizen · Kletterbuurt · Kollumeroudzijl · Krabburen · Laagland · Lutkewier · Molenbuurt · Nieuwland · Oudeterp · Oudwouderzijlen · Reidswal · Scharnehuizen · Stiem · Teerd · Teijeburen · Tergracht (deels) · Ter Lune · Tibma · Tilburen · Tiltjeburen · Vaardeburen · Veldburen · Vijfhuizen (Hallum) · Vijfhuizen (Ternaard) · Visbuurt · Weerdeburen · Westerburen · Westernijkerk · Wie · Wijgeest · Zevenhuizen

Streken: 't Schoor · Galilea · It Paradyske · Lutkelaard · Sibrandahuis · Steenharst · Steenvak · Wildpad (deels) · Zandbulten · Zwagerveen

Friesland: Steden en dorpen      Nederland: Provincies · Gemeenten